# Ивайло (стадион)
Вижте пояснителната страница за други значения на Ивайло.
Стадион „Ивайло“ е многофункционален стадион във Велико Търново. Стадионът отговаря на изискванията за домакинство на международни спортни мероприятия.
Използва се главно за футболни мачове на „Етър“. Стадионът е с капацитет 18 000 души. Строи се от 1954 до 1958 година. Открит е на 24 май 1958 г. с приятелския мач между Етър и Славия, завършил при резултат 0:3 пред препълнени трибуни и проливен дъжд. Следват други значими срещи:
- На 12 май 1976 година, Националния отбор на България побеждава Румъния с 1:0.
- На 16 ноември 1982 година в приятелска среща националния ни отбор побеждава този на ГДР с 2:0.
- На 24 март 1983 година в квалификация за Олимпийски Игри 1984 Националния ни отбор завършва 1:1 с Унгария.[1]

## История
От откриването през 1958 г., в продължение на 11 години новото съоръжение няма име и е наричано Градският стадион. С Решение №80 от Протокол №5 от 24 април 1969 г. Изпълкомът на Градския народен съвет – Велико Търново, наименува градския стадион и спортния комплекс към него на „Ивайло”.
На 8 май 1984 г. светва електрическото осветление. То е осъществено със 864 насочени прожектора, поставени на 4 пилона. Силата на това осветление е 1050 лукса и е достатъчно да се излъчват телевизионни предавания. Тази дата влиза и в историята на футбола във Велико Търново, защото на нея се е изиграва първата среща на електрическо осветление. Пред повече от 10 000 зрители „Етър” побеждава националите на Малта с класическото 3:0.
Преди мача с „Кайзерслаутерн” за КЕШ през 1991 г. е реконструирано тревното покритие на терена, освежени са съблекалните, тунела и др. Следва период на упадък като цяло на спорта в национален и регионален мащаб. Средствата за поддръжка на спортната база стават все по-малко. Изградени са нови източни трибуни, западни спортни зали, ремонтирани са централната и южната трибуни…Лекоатлетическата писта и терена обаче продължават да се рушат, същото важи и за съблекалните и залите, разрушена е Ледената пързалка западно от стадиона, а тренировъчният терен е покрит със строителни отпадъци…
След встъпването на Даниел Панов като кмет, започва изготвяне на проекти за реконструкция на пистата и залите и възстановяване на осветлението. През 2012 г. започва подмяна на тревното покритие, необходимите 600 000 лв. са отпуснати с постановление на Министерския съвет, а Общината осигурява средствата за монтаж на отоплителна система под терена. През 2014 г. теренът е завършен и започва реконструкцията на лекоатлетическата писта. През септември става ясно, че Министерството на спорта ще финансира с 2,4 млн. лева и реконструкцията на южните спортни зали на съоръжението и закритата лекоатлетическа писта.
На 10 септември 2015 г.  премиерът Бойко Борисов, кметът Даниел Панов и деца от спортните клубове официално прерязват лентата на обновената лекоатлетическата писта, която отговаря на всички изисквания на Международната федерация по лека атлетика за провеждане на състезания. След 2 години за първи път в историята си, стадионът домакинства на държавно първенство по лека атлетика за мъже и жени.
През 2016 г. е открита и обновената изцяло закрита лекоатлетическа писта, топлоизолирани, газифицирани и с ново осветление са още залите по художествена и спортна гимнастика, баскетбол, борба и шахмат, изобщо цялата южна част от комплекса. Година по-късно с влизането на „Етър” в Първа професионална футболна лига, съоръжението е снабдено с нова зала за пресконференции. Със средства на Общината са ремонтирани съблекалните от северната страна за отбор-домакин и отбор-гост, възстановени са санитарни възли на северната и южната трибуна, направен е буферен сектор за гостуваща публика.
Министерството на спорта отпуска около половин милион лева за реконструкция на осветлението. То е най-доброто към момента осветление у нас, отговарящо на изискванията за мачове от груповата фаза на Шампионска лига. 168 прожектора осигуряват прекрасна видимост на терена. Други 100 000 лева Общината инвестира във възстановяване на трафопоста, чиято мощност позволява захранване на електронно табло и лед реклами на стадиона. За мач на „Етър“ обновеното осветлението е пуснато за първи път на 15 октомври 2016 г., когато близо 10 000 зрители изпълват трибуните на стадиона при домакинството срещу „Левски”.
60 години от откриването на стадион „Ивайло” бяха отбелязани тържествено през 2018 г. с изложба, лекоатлетически турнир и футболни срещи между детско-юношески отбори. Изложбата показа развитието на универсалното спортно съоръжение през годините.
Козирката на стадион "Ивайло" с дължина от 110  метра, е най-дългата в България.
През 2012 г. стадионът е тотално ремонтиран. 